# XXVIII Brygada Piechoty (II RP)
XXVIII Brygada Piechoty (XXVIII BP) – wielka jednostka piechoty Armii Wielkopolskiej i Wojska Polskiego II RP.
Brygada sformowana została w 1919 r. jako II Brygada 1 Dywizji Strzelców Wielkopolskich. Po zjednoczeniu Wojska Wielkopolskiego z armią krajową przemianowana została na XXVIII Brygadę Piechoty 14 Wielkopolskiej Dywizji Piechoty.
W 1921 r. dowództwo XXVIII BP przeformowane zostało w dowództwo piechoty dywizyjnej, a oba pułki podporządkowane bezpośrednio dowódcy 14 DP.

## Skład
- dowództwo XXVIII Brygady Piechoty 
  - dowódca - gen. ppor. Władysław Pobojewski (25 II - 30 VII 1920)
- 3 pułk strzelców wielkopolskich → 57 pułk piechoty wielkopolskiej
- 4 pułk strzelców wielkopolskich → 58 pułk piechoty wielkopolskiej